# Raketensilo

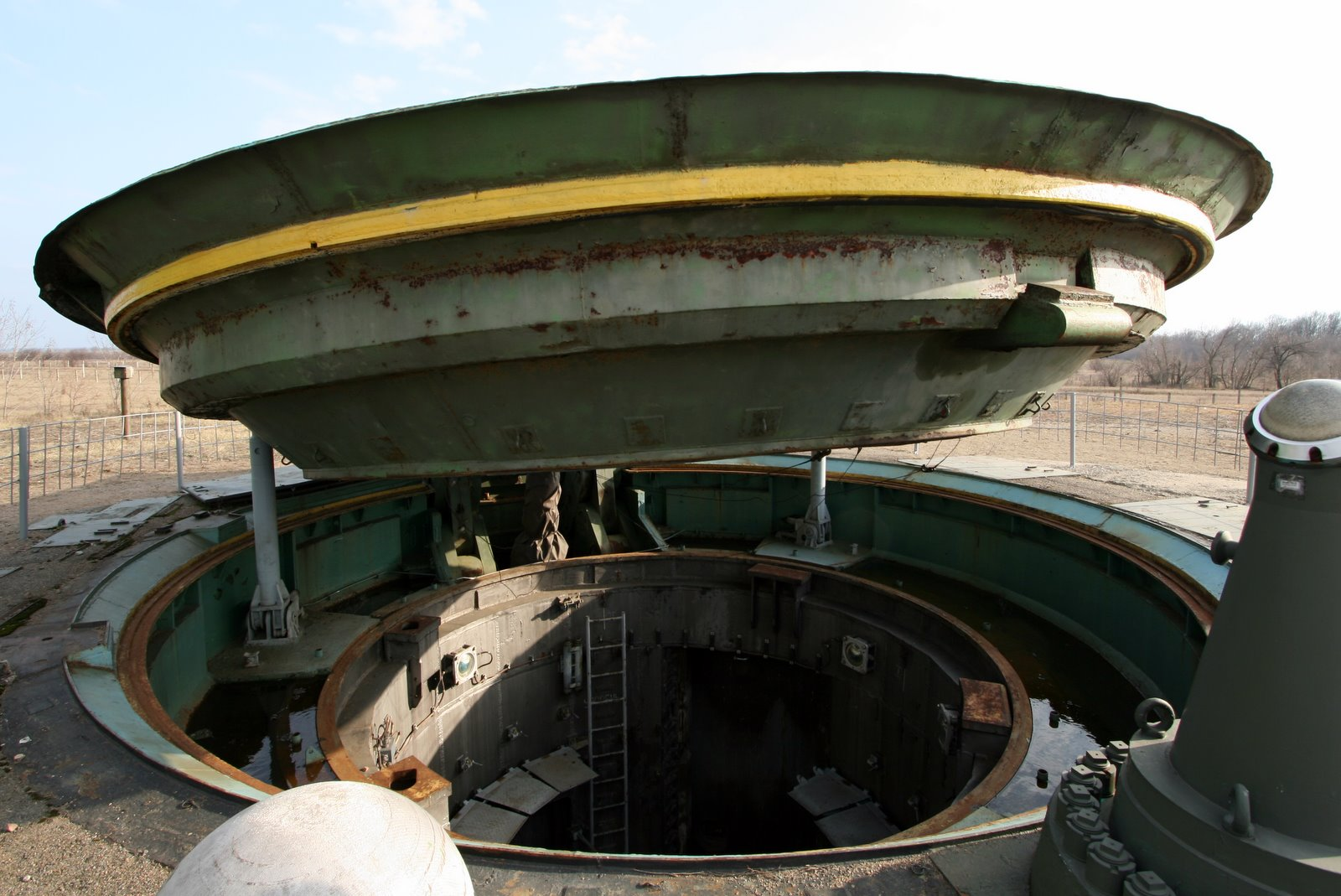
Raketensilo einer SS-24

Unter einem Raketensilo versteht man eine unterirdische Startvorrichtung für militärische Raketen, insbesondere nukleare Interkontinentalraketen. Zweck eines Silos ist es, ein schnelles Abfeuern der Rakete zu ermöglichen und sie vor äußeren Einflüssen einschließlich eines gegnerischen Angriffs mit Kernwaffen zu schützen. Als Maß für die Härtung eines Silos gegen äußere Explosion wird der Druck angegeben bis zu dem eine Rakete im Silo geschützt ist.
Im Zeichen des Kalten Krieges begann die Entwicklung von Raketensilos Ende der 1950er Jahre sowohl in den USA als auch in Großbritannien und in der Sowjetunion. Die ersten für Silos geeigneten Raketen der USA waren sogenannte Silo-Lift-Varianten für die Atlas-F- und Titan-I-Interkontinentalraketen. Bei dieser Variante wird die Rakete vertikal auf einem großen hydraulischen Hebesystem gelagert. Nach einem Startbefehl wird die Rakete im Silo betankt, die Abdeckung öffnet sich, die Rakete wird an die Oberfläche gehoben und von dort gestartet. Diese Silos konnten einem Überdruck von 690 kPa standhalten.
Parallel begann die Entwicklung der Titan-II-Raketensilos, die den Start direkt aus dem Silo ermöglichen sollten. Die USA griffen hierbei auf britische Entwicklungen im Rahmen des eingestellten Blue Streak-Mittelstreckenraketen-Programms zurück. Der erste erfolgreiche Start einer Rakete aus einem Silo erfolgte am 3. Mai 1961 von der Silo Launch Test Facility der Vandenberg AFB in den USA mit einer modifizierten Titan I. Diese Generation von Raketensilos waren für einen heißen Start ausgelegt, das heißt die Triebwerke zünden im Silo und der Abgasstrahl wird am Boden des Silos von einem Flammendeflektor in ein oder zwei Abgasschächte umgelenkt. Titan-II-Raketen wurden ab 1963 in solchen Silos stationiert. Die Titan-II-Silos waren bis 2000 kPa Überdruck gehärtet. Sowohl die ersten Silo-Lift-Versionen als auch die Silos für die Titan II hatten gemein, dass das Startkontrollzentrum direkt mit dem Silo verbunden war (im Falle der Titan I sogar drei Silos) und die wachhabenden Mannschaften täglich Kontakt mit „ihren“ Raketen hatten. Die ersten sowjetischen Raketen in Raketensilos waren die R-12U- und R-14U-Mittelstreckenraketen, gefolgt von den R-16U- und R-9-Interkontinentalraketen ab Mitte der 1960er-Jahre.
Ab 1964 stationierten die USA die kompakte Minuteman-Rakete. Wie auch die Titan II wurde sie in Silos für den heißen In-Silo-Start stationiert, durch die geringere Größe konnten diese Silos einem Druck von 6 MPa widerstehen. Anders als bei den vorangegangenen Raketenkomplexen waren die Minuteman-Silos nicht mehr mit einem Startkontrollzentrum direkt verbunden. Bei der Minuteman kontrolliert ein zentrales Startzentrum jeweils zehn Silos in der Umgebung mit einem Abstand von mehreren Kilometern zueinander.
Die dritte Art von Silos wurde durch die Sowjetunion in den 1970er-Jahren für die MR UR-100 und R-36M eingeführt und ist an das Startsystem von Raketen auf getauchten U-Booten angelehnt. Die Rakete wird in einem Startkanister montiert, der wiederum in ein Silo eingefügt wird. Beim Start wird die Rakete mittels eines Kaltgassystems aus dem Silo geschossen und die Raketentriebwerke zünden erst nach dem Verlassen des Silos (cold launch). Dies hat den Vorteil, dass die Silos einfacher konstruiert werden können, da keine Abgase aus dem Silo abgeleitet werden müssen. Weiterhin ließen sich vorhandene Silos von älteren Raketen leicht für die neuen Systeme nutzbar machen und es wurde ein relativ schnelles Nachladen des Silos ermöglicht. Die USA führten dieses System für die Peacekeeper-Rakete 1988 ein. Dieses Startsystem wird auch für die ab den 1970er-Jahren eingeführten mobilen Raketensysteme der Sowjetunion genutzt, nur dass der Startkanister mit der Rakete nicht in ein Silo eingehängt, sondern auf einem Fahrzeug angebracht ist.
Neben Mittelstrecken- und Interkontinentalraketen stationierten die Sowjetunion und die USA auch Abfangraketen und Raketen zur Notfallkommunikation in Silos. So sind die Ground Based Interceptor der National Missile Defense in Alaska in Silos stationiert. Russland führt auch Satellitenstarts aus Silos mit der Dnepr-Trägerrakete durch, die auf der R-36M basiert.